# Музей Суни та Інана Кирач у Калєічі (Анталія)
Музей Суни та Інана Кирач у Калєічі (Анталія) (тур. Suna-İnan Kıraç Kaleiçi Müzesi) — етнографічний будинок-музей в історичному районі Калєічі міста Анталії (Туреччина).

## Опис
Музей Суни та Інана Кирач у Калєічі працює під егідою Інституту дослідження середземноморських цивілізацій Суни й Інана Кирач при фонді Вехбі Коча.
Музей займає дві історичні будівлі, які є пам'ятками культури, у старовинному міському районі Калєічі. Будівлі, які перебували в занедбаному стані, були придбані Суною й Інаном Кирач у 1993 році і були відреставровані у 1995 році. При проведенні реставраційних робіт за основу було взято збережене оздоблення гостьового будинку Текеліоглу (Tekelioğlu Konak), що зберігся у тому ж районі Калєічі. Стелі оздоблені дерев'яними панелями, а стіни прикрашені розписом.
Одна будівля являє собою типовий двоповерховий будинок турецької сім'ї і дає уявлення про побут жителя міського району Калєічі. Цікавою особливістю будинку є те, що сад ніби продовжується під будинком. Ця деталь будинку називається «ташлик» (taşlık) і була характерна для всіх житлових будинків Анталії.
У трьох кімнатах на другому поверсі розміщена етнографічна експозиція, на якій представлено повсякденне життя городян другої половини XIX століття. Елементами експозиції музею є і демонстрація характерних для місцевої культури Анатолії обрядів: частування кавою, «стрижка нареченого» і «ніч хни» (дівич-вечір нареченої).
Другою будівлею музею є колишня православна церква Святого Георгія (турецькою: Айя Йорги). Зберігся напис турецькою мовою, але грецькими буквами, який розповідає про перебудову колишньої церкви у 1863 році. Будівля прямокутної форми зі склепінчастим дахом. Стіни і стеля всередині розписані фарбами. Наразі в ньому розміщується колекція предметів культури і мистецтва із зібрання Суни й Інана Кирач.